# Italiens geografi

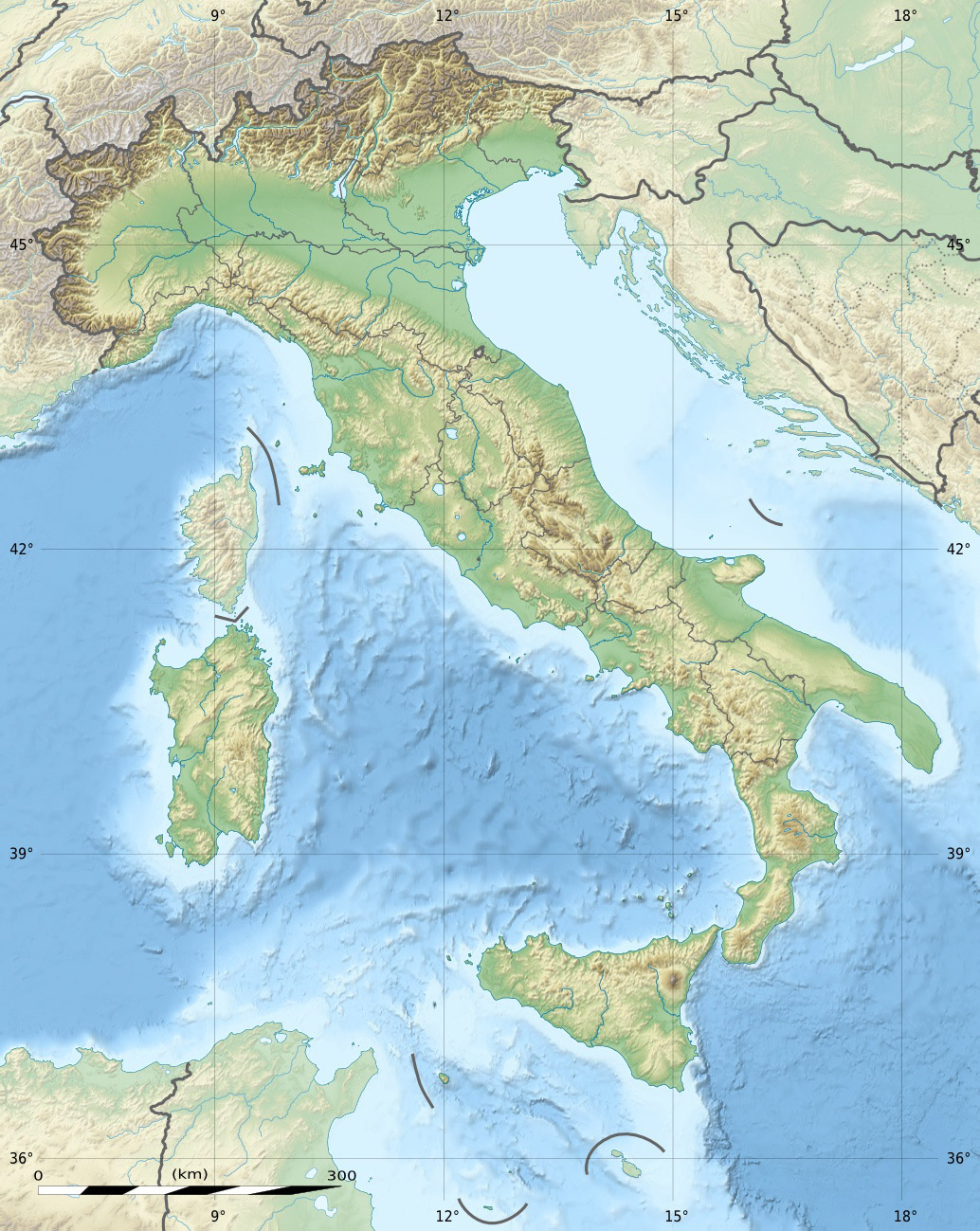

Italiens yta är 301 309 km² och består till största delen av Apenninska halvön, centralt belägen i Medelhavet.  Halvön, som har en karakteristisk form av en stövel, angränsar till Alperna i norr och sträcker sig genom havet söderut mot Afrikas kust. Längs med hela halvön, som är 120 mil lång, sträcker sig bergskedjan Apenninerna som har gett halvön dess namn. I norr gränsar landet till Frankrike, Schweiz, Österrike och Slovenien. Såväl fastlandet som öarna är mestadels bergigt med undantag för den bördiga Poslätten som breder ut sig längs floden Pos sträckning.

## Öar
Landets två största öar är Sicilien och Sardinien. Utöver dessa finns ett flertal ögrupper där Elba, Capri och Stromboli är några av de större öarna.

## Sjöar

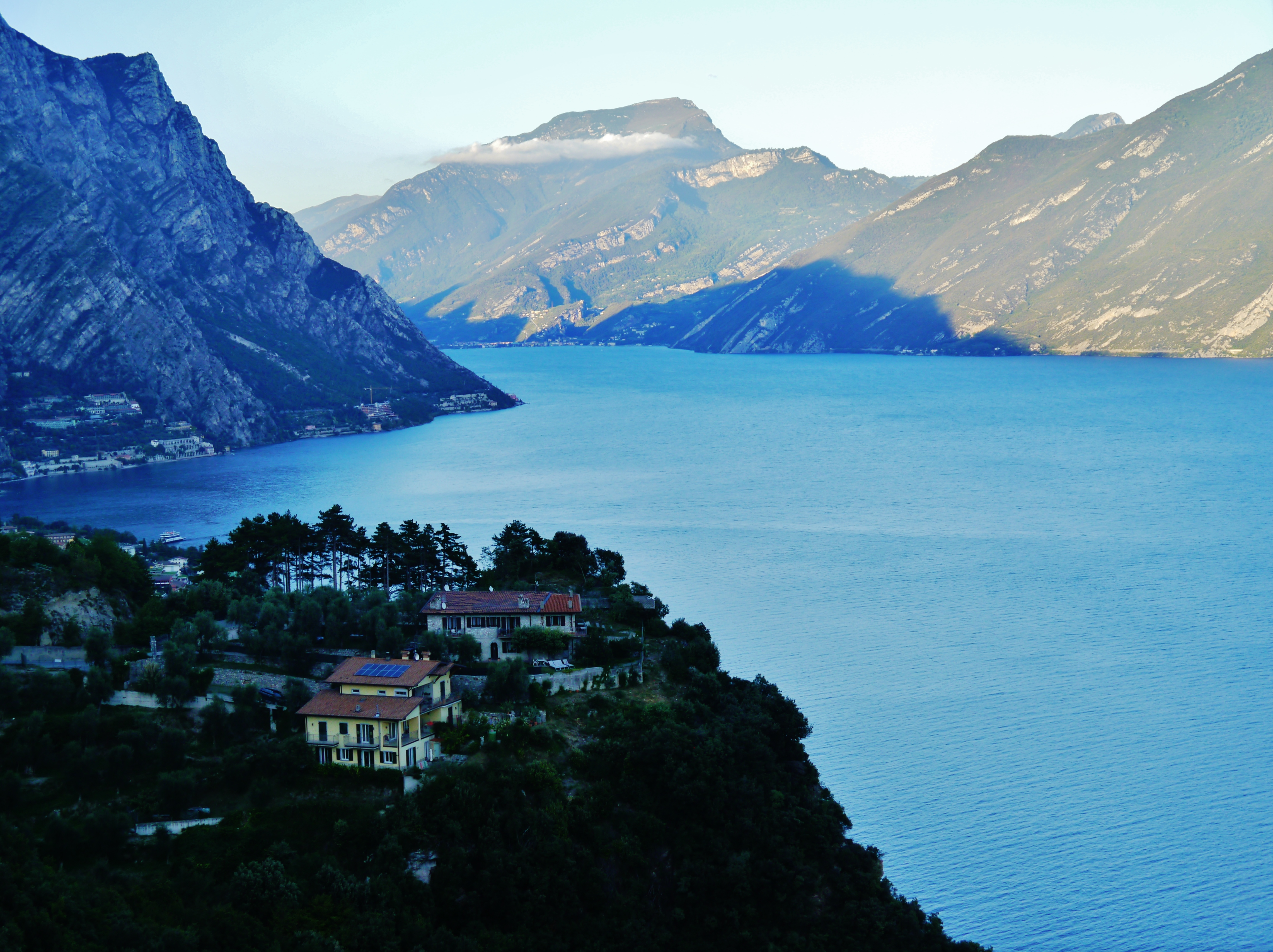
Gardasjön

De tre största sjöarna är Gardasjön, Lago Maggiore och Comosjön, som alla tre är belägna i norra delen av Italien. I den apenninska delen av landet är sjöarna mindre i storlek och av vulkaniskt ursprung. Störst av dessa är Braccianosjön och Bolsenasjön.

## Floder
Även floderna skiljer sig mellan den norra delen och den apenninska delen. Floderna Po, Ticino och Adda rinner alla upp i Alpernas glaciärer och har ett långt och relativt regelbundet flöde. Bland de apenninska floderna kan nämnas Arno, Tibern och Volturno som har kortare och mer oregelbundna och forsande flöden.

## Berg

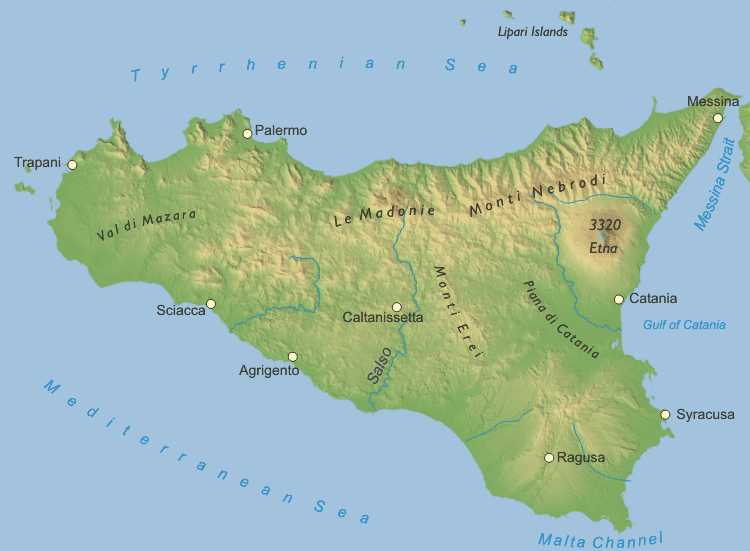
Etna ligger i östra delen av Sicilien.

I landets norra del breder Alperna ut sig med berget Monte Rosa som den högsta toppen. I de västra delarna finns även Monte Bianco och Matterhorn och i alpernas östra delar breder bergskedjan Dolomiterna ut sig. Högsta punkt i bergskedjan Apenninerna är Gran Sasso och på Sicilien ligger den ännu aktiva vulkanen Etna som har regelbundna utbrott.

## Klimat
Landets norra delar ligger i den tempererade zonen medan de södra delarna och öarna har uttalat medelhavsklimat. Den norra delen har mest varierande klimat beroende av höjdskillnader och närhet till havet.